# Alphonse de Cardevac d'Havrincourt
Alphonse Pierre de Cardevac, marquis d'Havrincourt, né le 12 septembre 1806 à Havrincourt (Pas-de-Calais) et mort le 19 février 1892 dans la même ville est un aristocrate, innovateur en agriculture, et homme politique français.

## Biographie

### Origines familiales
Alphonse Pierre de Cardevac d'Havrincourt nait le 12 septembre 1806 à Havrincourt, fils de Anaclet Henry Cardevac d'Havrincourt, propriétaire et maire d'Havrincourt, et de Marie Charlotte Aline Tascher.
Par sa mère il est un petit-fils de Pierre-Jean-Alexandre Tascher. Par son père il appartient à une ancienne famille noble de la province d'Artois connue depuis 1249 et anoblie en 1596 par le roi Philippe III d'Espagne moyennant le paiement d'une somme de 628 florins, à laquelle appartenait aussi Charles François Alexandre de Cardevac de Gouy, évêque d'Elne Perpignan de 1743 à 1783. Cette famille comptera également deux lieutenants généraux des armées du roi et un maréchal de camp en 1780. La devise de la famille est « Mieux mourir que me ternir ».

### Études et carrière
Il effectue ses études à Paris et à Douai. Il entre à l'école Polytechnique en 1826 puis entre à l'école d'application de l'artillerie et du génie à Metz en 1828. Lieutenant au 1er régiment d'artillerie en 1830, il prend part à la campagne de Belgique en 1831 pour faire appliquer le traité de Londres (Traité des XVIII articles) sous les ordres du maréchal Étienne Maurice Gérard dans le cadre de la révolution belge.
En 1833, à la mort de son père, il quitte l'armée pour se consacrer à la gestion de ses domaines et à l'agriculture.
Il entreprend des études agricoles à l'école d'agriculture de Grignon et s'installe définitivement à Havrincourt. il se montre ouvert au progrès agricole, tout en déclarant souhaiter améliorer la situation de ses employés, dont il attend qu'ils se montrent intéressés à bien faire.
Ses domaines recouvrent, en 1834, 1 100 hectares. Il se spécialise dans la betterave, notamment sucrière, et dans l'élevage surtout ovin. Il cherche à améliorer la qualité de l'élevage par des croisements, se préoccupe de viser une gestion exemplaire : un comptable à plein temps est nommé pour la sucrerie et la ferme, les ouvriers (236 tenanciers viennent chaque soir recevoir les directives.
Alphonse de Cardevac adhère à la société d'agriculture du Pas-de-Calais, recherche la performance dans son exploitation : entre 1850 et 1868, il va recevoir 37 médailles aux concours agricoles. il est à l'origine de la création de l'école départementale d'agriculture.
En 1852, après son échec à l'élection législative dans la 1re circonscription du Pas-de-Calais, il revient à son exploitation, se passionne pour la culture de la betterave à sucre, fonde en 1857 une fabrique de sucre puis en 1886 d'importantes raffineries de sucre de betterave (Industrie sucrière- Betterave sucrière). Sa production est ainsi transformée sur place en tablettes de sucre blanc, livré directement aux consommateurs et affranchi de la pression du syndicat des raffineurs. Les produits de ses usines reçoivent des récompenses aux Expositions de 1862 et 1868 (Expositions internationales).
La renommée d'Alphonse de Cardevac se répand, les sociétés d'agriculture le recherchent comme membre (sociétés de Cambrai, Douai, Saint-Quentin), il devient membre des conseils d'administration de la société nationale des agriculteurs de France (Académie d'agriculture de France ?) et l'école de Grignon. Il multiplie les mémoires et articles sur le sujet.
Il est chambellan honoraire de l'empereur Napoléon III à partir de 1860, puis chambellan de l'impératrice et en 1862 chambellan (sa mère est apparentée à l'impératrice Joséphine de Beauharnais, première épouse de Napoléon Ier). Cette fonction lui fait côtoyer à Compiègne nombre de souverains de l'époque et peut contribuer à expliquer ses décorations étrangères (voir ci-dessous Distinctions). Il représente Napoléon III en 1865 au couronnement de Léopold II (roi des Belges) et reçoit ultérieurement la croix de commandeur de l'ordre de Léopold.
Il meurt un an après la fin de son dernier mandat politique, celui de sénateur, le 19 février 1892, à Havrincourt, à l'âge de 85 ans. À son décès, déclaré par son fils Aimery Henri de Cardevac, comte d'Havrincourt, propriétaire à Havrincourt, qui va hériter du titre, et par son gendre Jacques Charles Frédéric, marquis de Chabannes la Palice Curton (Famille de Chabannes), propriétaire à Lapalisse, Alphonse Pierre de Cardevac marquis d'Havrincourt, est dit agriculteur industriel et décédé en son château d'Havrincourt. Suit l'énumération de ses décorations et mandats politiques.

## Carrière politique
Politiquement Alphonse de Cardevac ne cache pas sa préférence pour l'ordre, et affiche tout au long de sa carrière des opinions conservatrices. Il va hésiter au moment de l'accession au pouvoir de Louis Napoléon Bonaparte : après le coup d'état du 2 décembre 1851, perpétré par le futur Napoléon III pour rester au pouvoir, il se prononce un temps pour la déchéance de celui-ci. Arrêté, il est libéré trois jours plus tard et sera ensuite un fervent soutien du Second Empire.

### Maire
Alphonse de Cardevac assure d'abord le mandat de maire d'Havrincourt. Il est élu maire en 1837 jusqu'à son décès en 1892. Il montre la même modernité dans le développement de la commune que dans la gestion de son exploitation, la dote d'équipements collectifs (école, salle d'asile, mairie, bureau de poste), améliore la qualité des routes et chemins, au besoin en avançant les fonds sur sa fortune personnelle.
En tant que maire, il appuie la construction du chemin de fer Achiet-Bapaume-Cambrai et devient un des principaux actionnaires de la compagnie.

### Conseiller Général et Président du Conseil Général
Il devient conseiller général du canton de Bertincourt en 1846 et président du conseil général du Pas-de-Calais de 1867 à 1869, nommé par Napoléon III

### Député
Alphonse de Cardevac d'Havrincourt se présente une première fois à la députation aux élections législatives de 1846 mais échoue à se faire élire, de même qu'aux élections de 1848.
Alphonse de Cardevac est député sous trois régimes politiques différents, avec à chaque fois des échecs aux élections entre ses différents mandats :
- député du Pas-de-Calais à l'assemblée législative sous la Deuxième République du 13 mai 1849 au 2 décembre 1851, élu dans l'opposition sous l'étiquette conservateur progressiste[4], siégeant à droite. Il soutient la proposition du général Boniface de Castellane de réintégration dans l'armée des officiers généraux mis à la retraite par le gouvernement provisoire et devient rapporteur de la loi votée à cet effet[5]. Il participe à tous les débats concernant l'agriculture, se prononce contre la libre entrée en France des oléagineux et des laines d'Algérie, débat sur la question des sucres, des communications, de l'instruction[4]. Il échoue aux législatives de 1852
- député du Nord sous le Second Empire de 1863 au 27 avril 1869, membre de la majorité dynastique, il est également chambellan de l'empereur Napoléon III depuis 1860. Il se présente à la demande du gouvernement dans l'arrondissement de Valenciennes contre Adolphe Thiers[4]. Il est élu député du Corps législatif, avec le soutien du gouvernement dans la 6e circonscription du Nord le 1er juin 1863. Il est membre de la commission du budget et de celle de l'armée; il participe aux débats sur la vérification des pouvoirs (des députés) et sur les questions économiques. En mars 1865, il choque la gauche de l'Assemblée (les républicains) qui réclame la liberté politique en répondant à Adolphe Thiers en des termes de soutien au régime sans nuances : « Tout périssait lorsque le 2 décembre (date du coup d'État de Louis Napoléon Bonaparte) est arrivé; tout le pays l'attendait »[5]. A la chambre, il fait voter une pension de 6000 francs en faveur de Louis Crespel-Dellisse, fondateur de la sucrerie issue de la betterave à sucre cultivée en métropole (au lieu de la canne à sucre venant des Antilles). Il est battu aux législatives de 1869 et de 1876.
- député du Pas-de-Calais sous la Troisième République du 14 octobre 1877 au 14 octobre 1881. Il est élu dans la même circonscription, la 2e d'Arras, où il a été battu en 1876. Il appartient à la minorité conservatrice, participe peu aux débats et ne se représente pas en 1881[5].

### Sénateur
Alphonse de Cardevac d'Havrincourt est sénateur du Pas-de-Calais du 14 février 1886 au 4 janvier 1891. Fidèle à ses convictions, élu à l'âge de 80 ans, il siège à droite dans le groupe bonapartiste qu'il suit lors de ses votes.
Bien qu'âgé, il participe à différents débats, en particulier ceux concernant les questions d'économie rurale. En 1890, il intervient pour défendre avec vigueur l'industrie sucrière et se prononce contre l'augmentation des droits sur les sucres. Il se prononce encore contre le rétablissement du scrutin d'arrondissement, contre la restriction de la liberté de la presse, contre la procédure du Sénat visant le général Boulanger, (il n'est pas opposé aux candidatures multiples)
Il ne sollicite pas le renouvellement de son mandat de sénateur en 1891.

### Distinctions
- Chevalier de la Légion d'Honneur : décret du 10 mars 1855 sous Napoléon III, pour prendre date du 30 décembre 1854. Il est décoré par l'empereur lui-même[4]
- Officier de la Légion d'honneur : décret du 16 août 1862.
- Officier de l'Instruction publique[6].
- Grand officier de l'ordre de la Couronne de Chêne (Pays-Bas au titre du Grand-Duché du Luxembourg : 15 octobre 1861).
- Chevalier de 2e classe de l'ordre de l'Aigle Rouge (Prusse) : octobre 1861.
- Commandeur de l'ordre de Léopold (Belgique) : 18 décembre 1865[8].

## Portrait
- Une photographie d'Alphonse de Cardevac figure sur le site de l'Assemblée Nationale[9].
- Une photographie d'Alphonse de Cardevac figure sur le site du Sénat[10].
- Un portrait d'Alphonse de Cardevac figure page 34 de 100 figures du Pas-de-Calais[11].

## Mariage et descendance
Il épouse à Neauphle le Vieux le 13 juillet 1835 Henriette de Rochechouart de Mortemart (21 décembre 1814 - Paris 8e, 19 avril 1919), morte à l'âge de 104 ans, fille de Casimir de Rochechouart, 11e duc de Mortemart, pair de France, lieutenant-général, ambassadeur de France, et de Virginie de Sainte Aldegonde. Elle est la petite-fille de Victurnien Jean Baptiste de Rochechouart, 10e duc de Mortemart et celle de Pierre François Balthazar de Sainte Aldegonde, qui furent l'un et l'autre député aux Etats-généraux de 1789. Dont quatre enfants :
- Marie de Cardevac d'Havrincourt (Havrincourt, 22 septembre 1836 - Neauphle le vieux, 31 janvier 1924), mariée en 1860 avec Antoine de Chabannes La Palice (1836-1873), dont postérité ;
- Aimery de Cardevac, marquis d'Havrincourt (Paris, 6 mars 1839 - Paris 7e, 1er octobre 1923), marié en 1862 avec Blanche de Chabannes La Palice (1840-1906), dont postérité ;
- Cécile de Cardevac d'Havrincourt (Paris, 14 février 1841 - Paris, 13 mai 1843) ;
- Geneviève de Cardevac d'Havrincourt (Paris, 10 novembre 1846 - Paris, 21 novembre 1932), mariée en 1867 avec Jacques de Chabannes La Palice (1845-1932), sans descendance[12].

### Sources
- « Alphonse de Cardevac d'Havrincourt », dans Adolphe Robert et Gaston Cougny, Dictionnaire des parlementaires français, Edgar Bourloton, 1889-1891 [détail de l’édition]
- « Alphonse de Cardevac d'Havrincourt », dans le Dictionnaire des parlementaires français (1889-1940), sous la direction de Jean Jolly, PUF, 1960 [détail de l’édition]
- « Cardevac D'Havrincourt De Alphonse Pierre », sur le site Léonore du Ministère de la Culture, notice LH/425/93, lire en ligne.
- « Alphonse, Pierre de Cardevac d'Havrincourt », sur le site de l'Assemblée Nationale, base Sycomore, lire en ligne.
- « de Cardevac D'Havrincourt Alfonse », sur le site du Sénat, lire en ligne
- « Alphonse Pierre de Cardevac, marquis d'Havrincourt », dans 100 figures du Pas-de-Calais, Les Échos du Pas-de-Calais, Lillers, 2001.
- Notice historique sur la Maison de Cardevac d'Havrincourt avec ses alliances et sur la terre d'Havrincourt, 1885, Cambrai, imprimerie J. Renaut, 186 pages, lire en ligne.